# ایسایس سانچز
ایسایس سانچز (انگلیسی: Isaías Sánchez؛ زادهٔ ۹ فوریهٔ ۱۹۸۷) ورزشکار فوتبال اهل اسپانیا است.
از باشگاه‌هایی که در آن بازی کرده‌است می‌توان به باشگاه فوتبال اسپانیول و باشگاه فوتبال آدلاید یونایتد اشاره کرد.